# Paul Craig Roberts
Paul Craig Roberts (ur. 3 kwietnia 1939 r. w Atlancie) – amerykański ekonomista, publicysta i polityk; zastępca sekretarza skarbu USA ds. polityki gospodarczej w czasie pierwszego roku prezydentury Ronalda Reagana (1981–1982).